# آندری مارتین
آندری مارتین (انگلیسی: Andrej Martin؛ زادهٔ ۲۰ سپتامبر ۱۹۸۹) یک تنیس‌باز اهل اسلواکی است.